# Otto Sticher

Otto Sticher (2013)

Otto Sticher (* 8. Oktober 1936 in Hochdorf, Kanton Luzern; † 11. März 2022 in Ebmatingen, Gem. Maur; heimatberechtigt in Hochdorf LU) war ein Schweizer Pharmazeut und emeritierter Ordinarius für Pharmakognosie und Phytochemie.

## Leben
Otto Sticher wurde 1936 als Sohn eines Müllers und Landwirts geboren. Nach der Schulausbildung im Internat des Benediktinerklosters Maria Einsiedeln studierte er Pharmazie an der ETH Zürich. Die Approbation erfolgte 1962 und die Promotion 1965 mit einer Dissertation über die Variabilität ätherischer Öle in Mentha-Arten. Bis 1967 arbeitete Sticher in einer Apotheke in Winterthur, bevor er an die Hochschule zurückkehrte und sich 1970 mit einer Arbeit über die Iridoidglucoside in Asperula odorata (Waldmeister), Galeopsis tetrahit (Hanfnessel) und Thevetia peruviana an der ETH habilitierte. 1972 wurde er dort zum ausserplanmässigen Professor ernannt und war von 1979 bis 2002 ordentlicher Professor.
Sein Bruder Hans Sticher war Professor für Bodenchemie an der ETH Zürich.
Von 1978 bis 1983 war Otto Sticher Präsident der Gesellschaft für Arzneipflanzen- und Naturstoff-Forschung. Er war Mitherausgeber der Zeitschrift Planta Medica. Die University of London verlieh ihm 2002 die Ehrendoktorwürde.
Die ehemaligen Doktoranden, Postdocs und Kollegen würdigten Otto Sticher mit einer Gedenkschrift auf der Website des Gesellschaft für Arzneipflanzen- und Naturstoffforschung.

## Wissenschaftliches Werk
Schwerpunkt von Stichers Forschungen war zunächst die Analytik der Inhaltsstoffe von Arzneidrogen bzw. Arzneipflanzen. Insbesondere beschäftigte er sich mit der phytochemischen Charakterisierung von Weidenrinde, Weissdorn, Ginkgo und Ginseng. Ab 1990 verlegte Sticher seinen Forschungsschwerpunkt auf das biologische Screening von Naturstoffen.

## Publikationen
Sticher veröffentlichte zahlreiche Fachpublikationen und war Mitherausgeber eines Lehrbuchs:
- Rudolf Hänsel, Otto Sticher (Hrsg.): Pharmakognosie – Phytopharmazie. 9. Auflage. Springer Medizin Verlag, Heidelberg 2010, ISBN 978-3-642-00962-4 (eingeschränkte Vorschau in der Google-Buchsuche).